# Liste des épisodes de Dans la chaleur de la nuit

Cette page présente la liste des épisodes de la série télévisée Dans la chaleur de la nuit (In the Heat of the Night).

## Première saison (1988)
1. Pilote (Pilot)
2. Un meurtrier en ville (Road Kill)
3. L’Indésirable (Fate)
4. La Grande Illusion - 1re partie (Blind Spot - Part 1)
5. La Grande Illusion - 2e partie (Blind Spot - Part 2)
6. Multipliez-vous (A Necessary Evil)
7. La Mort au bout du chemin (...And Then You Die)

## Deuxième saison (1988-1989)
1. Ne te retourne pas - 1re partie (Don't Look Back - Part 1)
2. Ne te retourne pas - 2e partie (Don't Look Back - Part 2)
3. Un terrible secret (Family Secret)
4. Le Témoin (The Hammer and the Glove)
5. Les Prisonniers (Prisoners)
6. Nuits chaudes à Sparta (Hot Nights)
7. L’Agression (Gunshot)
8. Souris des villes et rat des champs (Country Mouse, City Mouse)
9. L'Étranger dans la ville (Stranger in Town)
10. Meurtre à l’église (Tear Down the Walls)
11. Peine de mort (A Trip Upstate)
12. Une dénommée « Kelly Kay » (A.k.a. Kelly Kay)
13. Les Enfants de la misère (These Things Take Time)
14. Les Intrus (Intruders)
15. Femme battue (The Creek)
16. L'Héritage des deux sœurs (Sister, Sister)
17. Émeute à Sparta (Walkout)
18. L’Accusation (Accused)
19. La vie s’arrête à quinze ans (Fifteen Forever)
20. L'Incendiaire (Ladybug, Ladybug)
21. De la confiture pour les cochons (The Pig Woman of Sparta)
22. Le Kidnapping de Gillepsie (Missing)

## Troisième saison (1989-1990)
1. Le Viol (Rape)
2. Le Plus Juste d’entre eux (Fairest of Them All)
3. Un meurtre vieux comme le monde (Murder Most Ancient)
4. La Nouvelle Recrue (First Girl)
5. Sale affaire de drogue (Crackdown)
6. Commémoration (Anniversary)
7. L’Étoile et la Danseuse (Time of the Stranger)
8. Vengeance (Vengeance)
9. Je m'appelle Hank (My Name Is Hank)
10. La Rançon de la gloire (King’s Ransom)
11. Une famille très unie (Epitaph for a Lady)
12. Triangle (Triangle)
13. Le Meurtre d’un ami (Hello in There)
14. Jour de décembre (December Days)
15. La Méprise (A Loss of Innocence)
16. Le Bébé de Bubba (Bubba's Baby)
17. La Caravane des élus (Home Is Where the Heart Is)
18. Une femme en colère (An Angry Woman)
19. Faux pas (Indiscretions)
20. Le Dernier Client (Night of the Killing)
21. L’Intouchable - 1re partie (Citizen Trundel - Part 1)
22. L’Intouchable - 2e partie (Citizen Trundel - Part 2)

## Quatrième saison (1990-1991)
1. Titre français inconnu (Brotherly Love - Part 1)
2. Titre français inconnu (Brotherly Love - Part 2)
3. Rupture de contrat (Lessons Learned)
4. Justice pervertie (Perversions of Justice)
5. Justice et injustice (...And Justice for Some)
6. Un amour de jeunesse (Hearts of Gold)
7. Un amour malade (Quick Fix)
8. Condamnation à mort (Homecoming)
9. Cas personnel (A Problem Too Personal)
10. Accord final (A Final Arrangement)
11. Histoires de famille (Family Matters)
12. Le Chasseur de primes (Bounty Hunter)
13. Diffamations (Blessings)
14. La vengeance est aveugle (Shine on Sparta Moon)
15. Peine capitale (Execution of Trust)
16. Frères ennemis (Child of Promise)
17. Châteaux de papier (Paper Castles)
18. Danger de pollution (Laid to Waste)
19. Péché d’orgueil (First Deadly Sin)
20. Un cow-boy à Los Angeles (Just a Country Boy)
21. Sans issue (No Other Road)
22. Un tournant décisif (A Turning)

## Cinquième saison (1991-1992)
1. Titre français inconnu (A Woman Much Admired)
2. Titre français inconnu (Baby for Sale)
3. Titre français inconnu (Obsession)
4. Titre français inconnu (Liar's Poker)
5. Titre français inconnu (Ruda's Awakening)
6. Titre français inconnu (Unfinished Business)
7. Titre français inconnu (The More Things Change)
8. Titre français inconnu (Sweet, Sweet Blues)
9. Titre français inconnu (Sparta Gold)
10. Titre français inconnu (An Eye for an Eye)
11. Titre français inconnu (The Littlest Victim)
12. Titre français inconnu (The Landlord)
13. Titre français inconnu (Fool for Love)
14. Titre français inconnu (Love, Honor and Obey)
15. Titre français inconnu (Odessa)
16. Titre français inconnu (A Time to Trust)
17. Titre français inconnu (By Means Most Foul)
18. Titre français inconnu (Trundel's Will Be Done)
19. Titre français inconnu (Moseley's Lot)
20. Titre français inconnu (Family Reunion)
21. Titre français inconnu (Sanctuary)
22. Titre français inconnu (The Law on Trial)

## Sixième saison (1992-1993)
1. Le Gang - 1re partie (A Small War - Part 1)
2. Le Gang - 2e partie (A Small War - Part 2)
3. Les Initiales (Brother's Keeper)
4. À cœur perdu - 1re partie (A Frenzied Affair - Part 1)
5. À cœur perdu - 2e partie (Discovery - Part 2)
6. L'Enfant de l'amour (Random's Child)
7. Les Risques du métier (An Occupational Hazard)
8. Le Droit de mourir (Last Rights)
9. Quand la chanson est finie (When the Music Stopped)
10. Titre français inconnu (Flowers from a Lady)
11. Séances très privées (Private Sessions)
12. Monsieur le juge (Judgment Day)
13. Accusé à tort (Falsely Accused)
14. Les absents ont toujours tort (A Step Removed)
15. Titre français inconnu (Deadly Affection)
16. Un politicien véreux (The Leftover Man - Part 1)
17. Un politicien véreux (The Leftover Man - Part 2)
18. La vengeance est un plat qui se mange froid (A Dish Best Served Cold)
19. L'Héritière (Legacy)
20. Personne n’est épargné (Even Nice People)
21. Lac Winahatchee (Lake Winahatchie)
22. Menaces de mort (A Correct Settling)

## Septième saison (1993-1994)
1. Titre français inconnu (Child's Play)
2. La Volte-face de Hatton - 1re partie (Hatton's Turn - Part 1)
3. La Volte-face de Hatton - 2e partie (Hatton's Turn - Part 2)
4. Un homme sans scrupule (A Depraved Heart)
5. Accident à la mare au brasseur (Incident at Brewer’s Pond)
6. Un amour perdu (A Love Lost)
7. Luann chante le blues (Singing the Blues)
8. Virgil Tibbs : Avocat (Virgil Tibbs, Attorney at Law)
9. Une affaire de famille (Every Man's Family)
10. Un petit bolide (A Baby Called Rocket)
11. Une petite fille perdue (Little Girl Lost)
12. Tous égaux (Your Own Kind)
13. Faux témoignages (Good Cop, Bad Cop)
14. Le Retour de Maybelle (Maybelle Returns)
15. Le Dernier Round (The Last Round)
16. Ches et la grande dame (Ches and the Grand Lady)
17. Un accident de la route (Conspiracy of One)
18. Le Rabbin (The Rabbi)
19. Choix difficiles (Hard Choices)
20. Détournement de mineure (Time's Long Shadow)
21. Un beau-père encombrant (Poor Relations)
22. Un engagement dangereux (Dangerous Engagement)
23. Donne-moi ta vie - 1re partie (Give Me Your Life - Part 1)
24. Donne-moi ta vie - 2e partie (Give Me Your Life - Part 2)

## Téléfilms (1994-1995)
1. Justice est faite (A Matter of Justice)
2. L'Actrice étrangère (Who was Geli Bendl?)
3. Le Sens du devoir (By Duty Bound)
4. Nous ne vieillirons pas ensemble (Grow Old with Me)